# Aalesunds FK
Aalesunds FK är en fotbollsklubb från Ålesund i Norge. Aalesunds FK bildades den 25 juni 1914. Klubbens hemmaarena heter Color Line stadium och byggdes 2005. Klubben tog sin första stora titel 2009 då man besegrade Molde FK efter straffsparksläggning i norska cupfinalen, sedan matchen slutat 2-2 efter ordinarie speltid och förlängning. I straffsparkslängningen vann man med 5-4. 2011 vann man turneringen på nytt. Deras supporterklubb är Stormen.

## Titlar
Aalesunds FK har två norska cuptitlar, 2009 och 2011.

## Senaste årens resultat
- 2021: Förstadivisionen, 2:a plats (uppflyttad)
- 2020: Högsta ligan, 16:e plats (nedflyttad)
- 2019: Förstadivisionen, 1:a plats (uppflyttad)
- 2018: Förstadivisionen, 6:e plats
- 2017: Högsta ligan, 15:e plats (nedflyttad)
- 2016: Högsta ligan, 9:e plats
- 2015: Högsta ligan, 10:e plats
- 2014: Högsta ligan, 7:e plats
- 2013: Högsta ligan, 4:e plats
- 2012: Högsta ligan, 11:e plats
- 2011: Högsta ligan, 9:e plats
- 2010: Högsta ligan, 4:e plats
- 2009: Högsta ligan, 13:e plats
- 2008: Högsta ligan, 13:e plats
- 2007: Högsta ligan, 11:e plats
- 2006: Förstadivisionen, 2:a plats (uppflyttad)
- 2005: Högsta ligan, 13:e plats (nedflyttad)
- 2004: Förstadivisionen, 2:a plats (uppflyttad)
- 2003: Högsta ligan, 13:e plats (nedflyttad)
- 2002: Förstadivisionen, 2:a plats (uppflyttad)
- 2001: Förstadivisionen, 6:e plats
- 2000: Andradivisionen, 1:a plats i Avdelning 6 (uppflyttade)

## Spelare

### Spelartrupp
| 13 | USA   | Michael Lansing     | 13 juni 1994    | AC Horsens (-21)     |
| 24 | Norge | Enock Mawete Mwimba | 7 februari 2000 | FC Midtjylland (-19) |

| 5  | Sverige                 | David Fällman          | 4 februari 1990  | Hammarby IF (-21)   |
| 16 | Norge                   | Jørgen Hatlehol        | 18 juni 1997     | Aalesunds FK        |
| 33 | Norge                   | Simen Rafn             | 16 februari 1992 | Lillestrøm SK (-21) |
| 34 | Norge                   | Stian Aarønes Holte    | 15 april 2003    | Aalesunds FK        |
| 37 | Norge                   | Henrik Molvær Melland  | 29 mars 2005     | Aalesunds FK        |
| 38 | Norge                   | Nikolai Søyset Hopland | 24 juli 2004     | Aalesunds FK        |
| -  | Bosnien och Hercegovina | Besim Šerbečić         | 1 maj 1998       | Rosenborg BK (-22)  |
| -  | Serbien                 | Petar Golubović        | 13 juli 1994     | Kortrijk (-22)      |

| 6  | Norge     | Erlend Segberg          | 12 april 1997     | IK Start (-21)      |
| 7  | Kap Verde | Nenass                  | 5 juli 1995       | Sarpsborg 08 (-18)  |
| 11 | Norge     | Simen Nordli            | 25 december 1999  | Ham-Kam (-20)       |
| 14 | Norge     | Torbjørn Kallevåg       | 21 augusti 1993   | Lillestrøm SK (-21) |
| 19 | Norge     | Isak Dybvik Määttä      | 19 september 2001 | Aalesunds FK        |
| 20 | Norge     | Oscar Solnørdal         | 23 oktober 2002   | Rosenborg BK (-21)  |
| 32 | Norge     | Kristoffer Strand Ødven | 10 februari 2002  | Aalesunds FK        |
| -  | Norge     | Markus Karlsbakk        | 7 maj 2000        | Aalesunds FK        |

| 9  | Chile   | Niklas Castro             | 8 januari 1996  | Kongsvinger IL (-19) |
| 15 | Norge   | Kristoffer Ødemarksbakken | 5 december 1995 | Lillestrøm SK (-21)  |
| 17 | Senegal | Mamadou Diaw              | 2 januari 2001  | Excellence (-20)     |
| 22 | Norge   | Sigurd Haugen             | 17 juli 1997    | Union SG (-20)       |

### Utlånade spelare
| Nr | Land | Pos | Namn |
| -- | ---- | --- | ---- |

### Svenskar i klubben genom åren
- David Fällman, spelare (2021–)
- Valmir Berisha, spelare (2017–2019)
- Carl Björk, spelare (2015–2016)
- Mikael Dyrestam, spelare (2014–2015)
- Jan Jönsson, tränare (2013–2014)
- Jonas Sandqvist, spelare (2011)
- Daniel Arnefjord, spelare (2008–2014)
- Johan Arneng, spelare (2008–2010)
- Sören Åkeby, tränare (2008)
- Benjamin Kibebe, spelare (2007–2008)
- Jeffrey Aubynn, spelare (2007)
- Magnus Kihlberg, spelare (2007)
- Joakim Alexandersson, spelare (200x–)
- Mattias Nylund, spelare (2006–2008)

## Tränare
- Lars Arne Nilsen (2020–)
- Lars Bohinen (2018–2020)
- Trond Fredriksen (2015–2017)
- Harald Aabrekk (2015)
- Jan Jönsson (2013–2014)
- Kjetil Rekdal (2008–2012)
- Sören Åkeby (2008)
- Per Joar Hansen (2006–2007)
- Ivar Morten Normark (2002–2005)

### Fotnoter
1. 1 2  ”Om Klubben”. Aalesund. https://www.aafk.no/om-klubben. Läst 8 december 2021.
2. ↑  ”Color Line Stadion”. Aalesund. https://www.aafk.no/om-klubben/om-stadion. Läst 8 december 2021.
3. ↑  Ole Petter Pedersen. ”Aalesunds Fotballklubb” (på norska). Store norske leksikon. https://snl.no/Aalesunds_Fotballklubb. Läst 1 oktober 2017.
4. ↑  ”A-laget” (på norska). aafk.no. https://www.aafk.no/lag. Läst 15 april 2021.